# 小島可奈子
小島可奈子（1975年9月17日—），出身於日本福岡縣，是日本藝人、雜誌模特兒及女演員。2009年取得日本專業和服講師資格。目前隸屬日本著名導演五社英雄的「五社プロダクション」公司。

## 個人簡介
小島可奈子喜歡旅行、欣賞音樂、閱讀，另外懂得手語及彈鋼琴。就讀於博多女子高等學校，畢業後曾經在福岡縣的「福岡巨蛋」擔任場內嚮導。1997年，她首次亮相於電視熒幕上，但以其廿一歲之年入行，在當時的藝壇而言，似乎稍為遲了一點。初期隸屬於藝能製作公司「FIT」，任職硬照拍攝工作的助手，前景頗為如意。自1999年開始，小島可奈子開始向女藝人的事業轉型。1999年出演深夜劇「ABC…XYZ」，但因為該劇於深夜上映，觀眾群受到一定限制，所以可奈子的演出未能吸引到大眾的注意。
2000年小島可奈子出演午間劇「三個願望」，由於劇本和演員陣容都頗具實力，所以該劇的收視成績非常不俗。然而此劇亦顯露了小島可奈子在演技上的弱點，使她未能獲得外界的好評，自此之後，她也沒再出演過新的電視劇作。小島可奈子向女藝人轉型之路也以失敗告終。這段時間，她的事業陷入了低潮，在前景不明朗之下，小島可奈子踏進了一個迷惑的階段。最後於2003年，她以身體狀態欠佳的理由，對外宣布暫時退出娛樂圈，進行休養。
2004年9月，小島可奈子復出藝壇，並以半裸姿態拍攝了一輯名叫《叶々（カナカナ）》的寫真集，與及一輯同名同內容的DVD，並安排於同年9月17日（小島可奈子的29歲生日）當天進行發售，成為一時話題。然而該寫真集與DVD的暢銷未能為小島可奈子帶來更多的工作，所以於2005年4月，小島可奈子再次進入休業狀態。一年後，小島可奈子以「小島明（小島あかり）」的藝名再次復出，然而很快又第三度返回休業狀態。
2006年8月，小島可奈子轉投至新的事務所「Office-Air」，重新復用本名「小島可奈子」，以最佳狀態回歸藝壇。11月10日於著名雜誌《Friday》發佈其首度全裸的寫真，並於11月22日宣布推出其一式兩冊的最新寫真集《Moon & Sun》。2008年1月23日推出寫真集《隠花な被写体》。同年3月拍攝電影《淚壺》（渡邊淳一著名小說），首次成為銀幕的女主角。目前隸屬日本著名導演五社英雄的「五社プロダクション」公司。

## 演出紀錄

### 電視作品

#### 2000年前
- 《グラビアの美少女》（1997年）
- 《足立區之武、世界之北野》（1997年 - 2002年，富士電視台）
- 《Game wave》（1998年，東京電視台）第二任助手
- 《No.12 熱血Soccer宣言》（1998年，東京電視台）
- 深夜劇場「ABC…XYZ」（1999年，關西電視台）
- 劇集「砂上的戀人們」（1999年，富士電視台）
- 劇集「永遠的1/2」（1999年，TBS）- 飾演 三田奈津子
- 劇集「三個請求」（2000年8月，TBS）

#### 2001年至2006年
- 劇集「擁抱明日」（日本電視台）
- 特別劇場「至上之戀－愛能超越大海」（NHK）
- 「女性與愛情與懸疑：我沒有做到！痴漢冤罪隱藏之謎」（東京電視台）
- 「DAMAS65」（每日放送）
- 周五娛樂節目「雙胞胎探偵３」（富士電視台）
- 新春偵探劇場「西村京太郎Suspense十津川警部系列 ～九州特急燕子殺人事件～」（2003年，TBS）
- 「西村京太郎Suspense十津川警部系列～金澤加賀殺意之旅～」（2005年）

#### 2007年至今
- 深夜日劇《特命係長‧只野仁》第三季，客串演出第29回（2007年，朝日電視） - 飾演 淺川夏子
- 《田舎に泊まろう!》（2008年8月31日，東京電視台）
- 《おみやさん》（2008年12月11日，朝日電視） - 飾演 佐藤紗枝
- 《警官之血》（2009年2月7日，朝日電視）- 飾演 八島陽子
- 《サギ師 リリ子》（2009年3月，東京電視台）- 飾演 中村マキ
- 《臨場》（2009年5月13日，朝日電視台）- 飾演 十条かおり

### 綜藝節目
- 「BREAK」（日本電視台）
- 「足立区のたけし 世界の北野」（富士電視台）
- 「NUMBER12-熱血サッカー宣言」（東京電視台）
- 「GAME WAVE」第二代形象大使 （東京電視台）
- 「おかえりワイド」（毎日放送）
- 「COM-サイト」（東京電視台）

### 電影
| 電影名稱                 | 角色       | 監督     | 拍攝年份 |
| ------------------------ | ---------- | -------- | -------- |
| 《大いなる完》           | /          | 高橋伴明 | 1998     |
| 《菊次郎之夏》           | ホステス   | 北野武   | 1999     |
| 《クラヤミノレクイエム》 | 幸子       | 森岡利行 | 2000     |
| 《SWING MAN》            | 池田弘美   | 前田哲   | 2000     |
| 《ピカレスク》           | /          | 伊藤秀祐 | 2002     |
| 《淚壺》                 | 朋代       | 瀨瀨敬久 | 2008     |
| 《極道の紋章》           | /          | 片岡修二 | 2008     |
| 《第2寫真部》            | 水原氷女   | 松村清秀 | 2009     |
| 《テケテケ》             | 清水弘美   | 白石晃士 | 2009     |
| 《白日夢》               | 日高さゆり | 愛染恭子 | 2009     |

### 寫真集
| 寫真集名稱       | 推出日期       | 攝影師             | 出版社     | <smallISBN      |
| ---------------- | -------------- | ------------------ | ---------- | --------------- |
| 《skip！》       | 1997年5月      | 木村智哉           | 英知出版社 | ISBN 4754211596 |
| 《39℃》          | 1998年4月      | 渡邊達生           | BAUHAUS    | ISBN 4894611155 |
| 《D'ej`a‧vu》    | 2000年7月      | 野村誠一           | WANI BOOK  | ISBN 4847025725 |
| 《》             | 2004年9月17日  | 久保田昭人         | 竹書房     | ISBN 481241816X |
| 《Moon & Sun》   | 2006年11月22日 | 橋本雅司、毛利充裕 | BAUHAUS    | ISBN 4778803337 |
| 《隠花な被写体》 | 2008年1月23日  | 篠山紀信           | 小學館     | ISBN 4093945950 |

### DVD
| DVD名稱             | 推出日期      | 出版社                    | 封面圖 |
| ------------------- | ------------- | ------------------------- | ------ |
| 《うれしいね》      | 1996年8月     | REGAL出版社               | 無     |
| 《KANAKO-CHA-MA》   | 1997年3月     | 英知出版社                | 無     |
| 《SOUNDS of BEACH》 | 1997年10月    | 英知出版社                | 無     |
| 《Final Beauty》    | 1998年1月     | 竹書房                    | 無     |
| 《I miss you》      | 1998年11月    | 波麗佳音                  | 無     |
| 《Non-fiction》     | 1999年8月     | GENEON ENTERTAINMENT INC. | 無     |
| 《》                | 2004年9月17日 | 竹書房                    |        |

## 外部連結
- 小島可奈子介紹
- kojikana.net（小島可奈子新部落格） （页面存档备份，存于）
- こじかな日和（小島可奈子舊部落格）
- 小島可奈子個人檔案頁